# 青葉台 (目黑區)
青葉台（日语：／ Aobadai */?）是東京都目黑區的地名。現行行政地名為青葉台一丁目至青葉台四丁目。2013年（平成25年）7月1日為止的人口有8,066人。郵遞區號為153-0042。

## 地理
位於目黑區北部，全域屬北部地區菅刈住區。町域東北部至東部大致以舊山手通為界，鄰澀谷區神泉町、南平台町、鉢山町、猿樂町。南部接目黑區上目黑。西部至西北部以山手通為界，鄰目黑區東山、大橋、駒場。
當地二丁目的高地俗稱「西鄉山」，因過去有西鄉隆盛之弟西鄉從道宅邸而得名。宅邸舊址附近有西鄉山公園與菅刈公園。本地與三田是目黑區內的高級住宅區。幹線道路附近多為商店與大樓，其他地區為住宅區。

## 歷史
青葉台是目黑川南面的淀橋台地斜面。過去為目黑町大字上目黑字別所、柳町、冰川，昭和7年10月整編為上目黑一丁目、六丁目至八丁目、駒場町一部分。附近有舊鎌倉街道的目切坂、大坂、松見坂、相之坂、上村坂等斜坡。
此地可遠眺富士，為名所江戶百景之一的目黑元富士（目切坂舊根津邸），加上賞櫻名所目黑川，是江戶民眾的遊樂處。明治初期，西郷從道在高地建造宅邸，明治天皇也曾行幸此地，俗稱「西鄉山」，是目黑區內頗具歷史的區域。
青葉台一丁目、二丁目在昭和43年1月1日實施住居表示，三丁目、四丁目在翌年同月實施住居表示。

### 地名由來
因附近樹木眾多，發芽時節一片綠意而得名。近年因山手通旁陸續改建為公寓大樓，過去的景色逐漸消失。但仍可從從道候屋敷史蹟、西鄉山公園、菅刈公園等懷想當時的風景。。

## 交通
町域內沒有鐵路車站。北部可利用京王井之頭線神泉站，西部可利用東急田園都市線池尻大橋站，南部可利用東急東橫線代官山站與東急東橫線、東京地下鐵日比谷線中目黑站。
北部的三丁目與四丁目有東西向的國道246號（玉川通）通過。另外四丁目內有東京都道423號澀谷經堂線（淡島通），一丁目內有西鄉山通。西部有目黑川流經。

## 設施
- 西鄉山公園
- 菅刈公園
- 埃及大使館
- 塞內加爾大使館
- 產業能率大學代官山校區
- 目黑區立菅刈小學校
- KDDI澀谷數據中心
- 日本地圖中心
- 青葉－日本國際學校目黑校
- 行政書士會館（日本行政書士會聯合會）

## 相關知名人士
- 美空雲雀 - 宅邸在舊山手通附近的高地，俗稱『雲雀御殿』。
- 十二世市川團十郎 - 宅邸在西鄉山公園附近。

## 備註
1. ↑  .   [2013-08-01]. （原始内容存档于2020-05-03）.
2. ↑  地區・住區區域　駒場，青葉台，東山，大橋，上目黑-目黑區ホームページ 的存檔，存档日期2013-02-22.,2011-04-13閲覧。
3. ↑  目黒の地名　青葉台（あおばだい） 的存檔，存档日期2012-05-10.